# Atsushi Ōkubo
Atsushi Ōkubo (jap. 大久保 篤 Ōkubo Atsushi; ur. 20 września 1979 w Tokio) – japoński mangaka, znany przede wszystkim z mang Soul Eater i Fire Force, które zostały zaadaptowane na seriale anime. Ōkubo pracował jako asystent Rando Ayamine przy serii GetBackers.

## Twórczość
- B. Ichi (jap. B壱) (2001–2002)
- Soul Eater (jap. ソウルイーター Sōru ītā) (2004–2013)[2]
- Soul Eater Not! (jap. ソウルイーターノット! Sōru ītā notto!) (2011–2014)[3]
- Fire Force (jap. 炎炎ノ消防隊 En’en no shōbōtai) (2015–2022)[4][5]